# 林遠澤
林遠澤，臺灣哲學家，德國柏林自由大學哲學博士，研究領域為語用學、倫理學、哈伯瑪斯哲學、批判理論…等，現為國立政治大學哲學系教授兼系主任。109年以《從赫德到米德——邁向溝通共同體的德國古典語言哲學思路》一書，榮獲「中研院人文及社會學科學術性專書獎」及「中山學術著作獎」，而這也是林遠澤繼107 年以《儒家後習俗責任倫理學的理念》獲中研院專書獎後，第二次獲得殊榮，為史上第一位獲獎兩次的學者。

## 經歷
宜蘭人，畢業於東海大學 (台灣)哲學系、國立中央大學哲學所，德國柏林自由大學哲學博士。

## 著作

### 專書
- 林遠澤，《從赫德到米德－邁向溝通共同體的德國古典語言哲學思路》，新北：聯經出版，2019。
- 林遠澤，《儒家後習俗責任倫理學的理念》，新北：聯經出版，2017。
- 林遠澤，《關懷倫理與對話療癒－醫護人文學的哲學探究》,台北：五南出版社，2015。

## 軼事
遠澤老師上課風格幽默風趣。